# 結婚しようよ (水上航の漫画)
『結婚しようよ』（けっこんしようよ）は、水上航による日本の漫画作品。
『なかよし』（講談社）にて2002年5月号から2003年11月号まで連載された。全18話。そのほか、同誌2003年12月号と同9月号増刊『なかよしラブリー』に番外編が掲載された。単行本は同社の講談社コミックスなかよしより全4巻。

## 書誌情報
- 水上航 『結婚しようよ』 講談社〈講談社コミックスなかよし〉、全4巻
  1. 2003年1月6日第1刷発行、ISBN 4-06-364007-8
  2. 2003年6月6日第1刷発行、ISBN 4-06-364022-1
  3. 2003年11月6日第1刷発行、ISBN 4-06-364033-7
  4. 2004年3月5日第1刷発行、ISBN 4-06-364044-2

  - 3巻には増刊に掲載の番外編が、4巻には本誌に掲載の番外編と読み切り作品「ジョセフィーヌ物語」が、それぞれ同時収録されている。